# Andrés D'Alessandro
Andrés Nicolás D'Alessandro (Buenos Aires, 15 de abril de 1981) é um ex-futebolista argentino naturalizado brasileiro que atuava como meio-campista. Atualmente é diretor esportivo do Sport Club Internacional.
Ídolo do Internacional, é o segundo jogador que mais atuou pelo Colorado com 529 partidas oficiais e ao lado de Elías Figueroa, os dois únicos jogadores da história do clube gaúcho que conquistaram o prêmio de Melhor Jogador da América. D'Alessandro também é o 15º maior artilheiro da história do Internacional com 97 gols, além de ser o oitavo jogador que mais marcou gols pelo Colorado em Grenais, com nove gols.

## Carreira

### Início e River Plate
Nascido no bairro de La Paternal, filho de Eduardo e Estela, a quem ajudava a fatiar pizzas no negócio familiar, tinha no pai um torcedor do Racing, que transmitiu a D'Alessandro a torcida por este clube na infância. Seu ídolo era o uruguaio Rubén Paz, que brilhou na equipe alviceleste na virada da década de 1980 para a de 1990, e que, curiosamente, também foi ídolo no Internacional.
D'Alessandro deu seus primeiros chutes ainda na infância em quadras de baby fútbol. As primeiras equipes em que viria a jogar foram o Racing do bairro portenho de Villa del Parque, o Jorge Newbery, o Parque e Estrella de Maldonado, até chegar aos nove anos de idade ao River Plate, descoberto no Estrellas por Gabriel Rodríguez, olheiro do River. As categorias de base deste clube estavam bastante valorizadas na década de 1990, sob o trabalho do brasileiro Delém, responsável por aprimorar o jovem e outras figuras destacadas do clube e do futebol argentino. Antes, foi treinado por Jorge Gordillo, quem lhe posicionou como camisa 10 e lhe deu continuidade, além de lhe orientar no aprimoramento e fortalecimento da parte física.
Ainda nos juvenis, iniciou parceria com Javier Saviola. Como juvenil, acompanhava como gandula os jogos do time adulto, ficando posteriormente famosa uma foto sua nesta função ao lado de Enzo Francescoli.  A estreia no time principal deu-se em 2000, jogando uma partida na campanha campeã do Clausura.
D'Alessandro só veio a se firmar no clube após brilhar pela seleção argentina no Campeonato Mundial de Futebol Sub-20 de 2001, realizado no país, após só conseguir uma vaga em função da lesão de Livio Armando Prieto; a titularidade veio também em função do retorno do técnico Ramón Díaz em substituição a Américo Gallego, em meados de 2001. O título seguinte no River viria no Clausura 2002, já como titular em um ataque letal formado com Ariel Ortega e Fernando Cavenaghi.
Recebendo elogios públicos de Ortega ("a camisa 10 está em boas mãos"), de Enzo Francescoli ("seu domínio de canhota é impressionante, teria gostado de jogar com ele") e do próprio ídolo Rubén Paz ("tem talento e técnica: se parece comigo em várias coisas"), ele viria a estrear pela seleção principal em 31 de janeiro de 2003. Também passou uma semana em testes no West Ham United, não permanecendo por um impasse financeiro que revoltou o técnico hammer Harry Redknapp: "não posso entender como uma equipe inglesa se priva de comprar um novo Maradona por cinco milhões de dólares".
Já naquela época, D'Alessandro exibia como jogada característica a chamada La Boba, unindo pausa e velocidade, e que teria criado ainda na infância, consistindo em ajeitar a bola para um lado e sair explosivamente pelo outro, ocasionalmente também pisando sobre a bola - irritando frequentemente marcadores. Também caracterizado por personalidade atrevida, provocadora e temperamental, ainda que, já sob o comando técnico do chileno Manuel Pellegrini, demonstrasse amadurecimento no trato com os árbitros, diminuindo o acúmulo de cartões amarelos por protestos e desrespeitos. Essas ficaram conhecidas no Brasil em seguida, com uma atuação marcante no confronto contra o Corinthians pela Copa Libertadores da América de 2003. Além das jogadas plásticas, suas provocações originaram o descontrole que levou às expulsões de Kléber no primeiro jogo e de Roger no segundo.
O River venceu ambas as partidas de virada por 2–1, com D'Alessandro marcando o gol de empate em Buenos Aires já aos 39 minutos do segundo tempo, em cobrança de falta. Meia década depois, em 2008, o jogador manifestou surpresa que aquelas partidas ainda fossem lembradas no Brasil: "Sério? É legal que tenham boas lembranças de mim. Foram duas partidas em que o time jogou bem, ganhamos ambas, eu fiz um gol de falta.... Não é comum que alguém vá ao Brasil e jogue daquele jeito". Naquele momento, Pelé e Diego Maradona, notoriamente desafetos entre si, uniram-se em declarar que D'Alessandro era o melhor jogador argentino.

### Wolfsburg
Foi contratado para a temporada 2003–04, após seu terceiro título argentino pelo River (novamente, no Clausura), o meia foi negociado com o Wolfsburg, da Alemanha, cujo principal acionista é a empresa automobilística alemã Volkswagen, por aproximadamente 9 milhões de euros ou 25,5 milhões de reais. Passou duas temporadas na equipe, permanecendo como jogador da Seleção Argentina.

### Portsmouth
Posteriormente, em 31 de janeiro de 2006, D'Alessandro transferiu-se para o Portsmouth, da Inglaterra, por empréstimo até o fim da temporada 2005–06. O clube inglês estava lutando contra o rebaixamento e a chegada do meia argentino foi muito importante, tanto que o time acabou a competição em 17° lugar, com 38 pontos, quatro pontos à frente do Birmingham City, o primeiro rebaixado. Porém, D'Alessandro terminou perdendo espaço na Seleção e ficou de fora da Copa do Mundo FIFA de 2006.
A ida de D'Alessandro para o futebol inglês ocorreu por insistência de sua esposa, que estava grávida de oito meses, e que não podia viajar por longas distâncias (na época, o meia estava acertando seu retorno ao clube que o revelou, o River Plate). Apesar disso, o atleta ainda argumentou que teria sido apenas para não perder o nascimento de Martina.

### Zaragoza
Em 17 de junho de 2006, o meia argentino foi emprestado ao Real Zaragoza, da Espanha, onde permaneceu até o fim da temporada. Para a temporada seguinte (2007–08), seus direitos federativos foram adquiridos em definitivo pelo clube espanhol. Porém, ficou marcado por um episódio de indisciplina em treinamento da equipe, discutindo com os próprios companheiros.

### San Lorenzo
D'Alessandro, que dizia que voltar ao país natal ainda no patamar dos meados dos vinte anos seria um fracasso, acabou repassado em 4 de fevereiro de 2008 ao San Lorenzo em 2008. Apresentou a seguinte versão:
Foi uma aposta minha ir ao Zaragoza quando havia outros clubes fazendo proposta. Fui seduzido pelo projeto do Víctor Fernández e, se as coisas terminaram mal, foi por culpa dele. Acontece que o Víctor é da casa e a imprensa decidiu que o vilão da história era eu. Mas a verdade é que ele disse que eu estava fora por contusão, mas eu estava bem. Era uma decisão pura e exclusivamente dele. Em relação à confusão naquele treino, admito que errei. Não era o modo nem o lugar para fazer aquilo, mas ele jamais me ouviu quando o chamei para falar pessoalmente.
D'Alessandro acabou marcado por estagnar-se no mercado europeu, onde teve desempenho aquém da capacidade esperada, além de passar por equipes de porte também inferior das que poderia ter defendido. Ainda assim, manifestou-se já em 2008 orgulhoso por todas os times em que atuou no continente. Quando saiu, teve a oportunidade de acertar com o River, mas recusou porque "o San Lorenzo fez um grande esforço para me contratar e me senti na obrigação de aceitar". O clube comemorava o centenário e, como campeão do Clausura 2007, planejava presentear-se em alto estilo com o título da Taça Libertadores da América de 2008, reforçando-se também com Diego Placente, Daniel Bilos e Gonzalo Bergessio, dentre outros.
D'Alessandro teve uma passagem fugaz pelos azulgranas, mas considerada de bons desempenhos, mesmo que não virasse um ídolo histórico. O técnico era Ramón Díaz, o mesmo que firmara D'Alessandro como titular do time principal do River. No Clausura, o time, focado na inédita conquista da Taça Libertadores da América, chegou a perder as três rodadas iniciais. D'Alessandro marcou somente duas vezes, ambas em vitória por 3–1 sobre o Lanús.
Já na competição continental, D'Alessandro foi um dos nove jogadores que, já após a expulsão de dois colegas, se superaram para conseguir empatar em pleno estádio Monumental de Núñez uma partida em que perdiam por 2–0 nas oitavas-de-final contra o vizinho River Plate. O épico empate em 2–2 classificou o San Lorenzo. Mas o sonho terminou na fase seguinte. A futura campeã LDU Quito, do Equador, classificou-se em decisão por pênaltis, ainda que D'Alessandro convertesse a sua cobrança. "Creio que tive uma boa passagem no San Lorenzo. Faltou um pouco de sorte, mas tive orgulho e satisfação em defender esse clube", declararia o jogador.
Após a eliminação, D'Alessandro acertou sua transferência ao Internacional; curiosamente, chegara a ser sondado no início daquele ano pelo arquirrival Grêmio. Uma volta ao River Plate também havia sido novamente especulada, e novamente descartada pelo meia: "não. Pegaria muito mal não ficar no San Lorenzo para ir ao River em seguida. Teria sido muito ruim para eles e não considerei essa hipótese por respeito a quem me deu uma oportunidade".

### Internacional

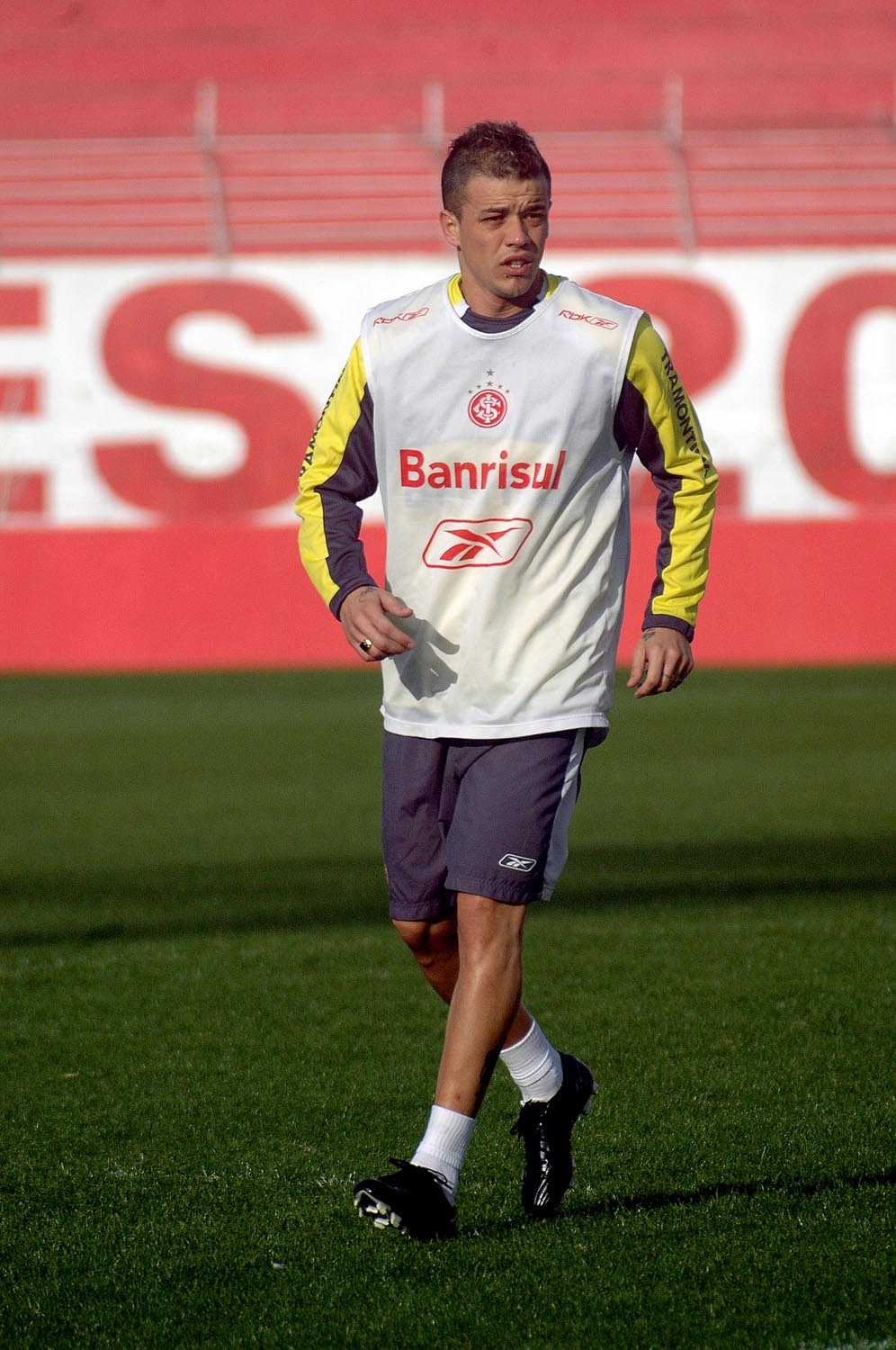
D'Alessandro no treino do Internacional em 2008

Terminado seu empréstimo ao San Lorenzo, D'Alessandro foi comprado pelo Internacional, em 18 de julho de 2008, assinando um contrato de 4 anos por 5 milhões de euros, cerca de 11,1 milhões de reais.
Fez sua estreia pelo Internacional no dia 13 de agosto de 2008 contra o Grêmio, pela Copa Sul-Americana, jogo que terminou em 1–1, onde o Inter eliminou seu arquirrival, se tornando campeão deste campeonato ao seu final. Fez seu primeiro gol com a camisa do Inter no dia 14 setembro de 2008 contra o Botafogo, pelo campeonato brasileiro, na vitória da equipe colorada por 2–1. No mesmo ano fez, seu 1° gol em grenais, abrindo o placar na vitória por 4–1.
Até o final do ano de 2008, D'Alessandro jogou com a camisa 15 do Internacional, por este ser o número usado por ele nos jogos da Seleção da Argentina e também porque o ídolo Alex era o dono da 10 na época. Mas, a pedido de Fernando Carvalho, ex-presidente do clube, e também com a saída de Alex para o futebol russo, D'Alessandro passou a usar o número 10.
Jogando pelo Internacional, o meia conquistou a Copa Sul-Americana de 2008 sendo um dos destaques da equipe que conquistou o título na final contra o Estudiantes, da Argentina. Nessa competição, o meia marcou dois gols no segundo jogo semifinal contra o Chivas Guadalajara, do México, no Estádio Beira-Rio. Também foi campeão invicto do Campeonato Gaúcho de 2009.
Em julho de 2009, D'Alessandro teve de ser afastado do grupo colorado para fazer um recondicionamento físico, forçado por uma lesão na perna direita. Por uma desavença com o então treinador Tite, não viajou para o Japão disputar a Copa Suruga Bank de 2009. Foi seu único título conquistado pelo Inter no qual ele não jogou desde 2008, quando chegou ao clube.
Voltou a jogar em 10 de agosto de 2009 na vitória por 3–0 contra o Sport, substituindo Andrezinho nos minutos finais e marcando o terceiro gol contra o time pernambucano. Entretanto, apenas quatro dias após voltar ao time, o meia argentino foi punido pelo Superior Tribunal de Justiça Desportiva com cinco partidas de suspensão, em face de uma confusão protagonizada pelo meia no jogo final da Copa do Brasil 2009, diante do Corinthians, no Estádio Beira-Rio: depois de ser expulso de campo, D'Alessandro tentou brigar com o zagueiro Willian, do time paulista e houve vários minutos de paralisação. Essa punição foi de certa forma boa para o Internacional e para o próprio atleta, tendo em vista que a suspensão poderia chegar a 14 jogos. Essa punição só poderia ser cumprida em jogos do Campeonato Brasileiro.
Ele retornou ao time do Internacional na partida contra o Atlético Mineiro, no dia 2 de setembro de 2009, pelo Campeonato Brasileiro. D'Alessandro entrou no intervalo da partida, marcou o segundo gol da vitória por 3–0 e foi considerado o melhor jogador em campo. O Internacional foi vice-campeão brasileiro em 2009.
No dia 27 de janeiro de 2010, em uma partida válida pelo Campeonato Gaúcho, D'Alessandro sofreu uma entrada muito forte do zagueiro Ferreira, do Juventude. O defensor do time de Caxias do Sul, além da entrada violenta, desferiu um violento golpe com o joelho no rosto de D'Alessandro. O argentino foi levado imediatamente para um hospital de Porto Alegre, onde, após exames, ficou constatada uma fratura ao lado do olho direito. Por isso, foi colocada uma placa metálica com micro-parafusos no local da lesão. Tal placa ficaria de forma permanente no rosto do jogador, e esse procedimento afastou D'Alessandro por aproximadamente 40 dias dos gramados, impedindo-o de jogar parte do Campeonato Gaúcho e da estreia do Internacional na Copa Libertadores da América de 2010.
D'Alessandro voltou a jogar futebol no dia 3 de março de 2010, quando entrou no segundo tempo do jogo contra o Santa Cruz, válido pelo Campeonato Gaúcho e que teve vitória do time Colorado por 4–1. Já no dia 11 de março, D'Alessandro entrou no segundo tempo da partida contra o Deportivo Quito, na capital do Equador, válida pela segunda rodada da Copa Libertadores.
E no dia 18 de agosto de 2010, D'Alessandro realizou o maior sonho de sua carreira: ser campeão da Copa Libertadores da América. Envergando a camisa 10 do Internacional, o meia argentino foi um dos maiores responsáveis pela conquista. Por dar sempre o máximo nos jogos, D'ale foi eleito o Melhor Jogador da América de 2010, sendo o primeiro jogador do Inter desde Elías Figueroa em 1976 a receber o prêmio. Fatos que o fizeram entrar para sempre na história do Sport Club Internacional, sendo considerado um dos maiores ídolos colorados da história.
O título fez D'Alessandro também voltar a ser chamado pela Argentina, após cinco anos de ausência, no início do ciclo iniciado após a Copa do Mundo FIFA de 2010. No ano seguinte, foi campeão da Recopa Sul-Americana de 2011.

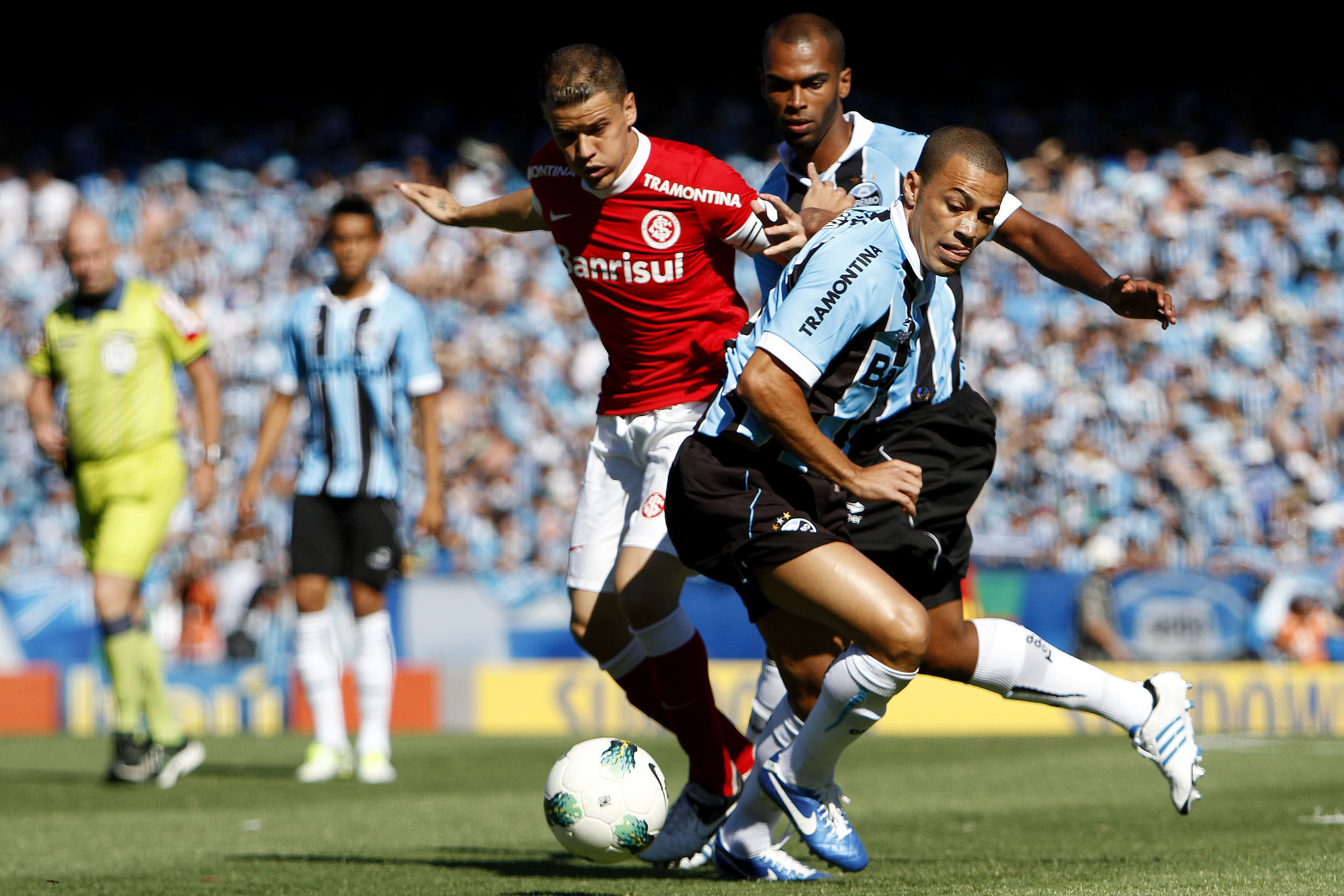
D'Alessandro atuando no Grenal em 2012

Em 13 de maio de 2012, D'Alessandro conquistou seu primeiro título como capitão do Internacional. O jogador voltava de lesão, e entrou no intervalo de jogo, no lugar de Tinga. O time perdia por 1–0 para o Caxias no Estádio Beira-Rio, e D'Alessandro como sempre, deu outra cara à equipe. O Inter virou o jogo, com gols de Sandro Silva e Leandro Damião e levantou a taça pela 41° vez.
O ano de 2013 foi muito positivo para o argentino, além de comandar a equipe colorada durante a temporada, o jogador atingiu diversos recordes com a camisa vermelha. Em 17 de março, no jogo contra o Canoas válido pelo Gauchão, D'Alessandro completou seu jogo de número 200 com a camisa do Internacional. Em 22 de agosto de 2013, D'Alessandro fez seu gol de número 50 com a camisa do Internacional contra o Salgueiro no jogo válido pela oitavas da Copa do Brasil.
Em 7 de setembro de 2013, D'Alessandro marcou seu centésimo gol da carreira ao converter um pênalti contra a Ponte Preta pelo Brasileirão. Mais da metade dos gols marcados por D'Alessandro foram pelo próprio Inter, tamanha a identificação do jogador com o clube.
No dia 6 de abril de 2014, entrou para a história ao marcar o primeiro gol da reinauguração do Estádio Beira-Rio, numa partida amistosa contra o Peñarol, do Uruguai. D'Alessandro ainda marcou o segundo gol da vitória do time da casa pelo placar de 2–1.
Em 2015, D'Alessandro foi um dos responsáveis por levar o Internacional ao título do pentacampeonato gaúcho, sendo um dos principais destaques do campeonato. Na Libertadores, D'Alessandro liderou o clube gaúcho as semifinais da competição, sendo eliminado pelo Tigres do México, vice-campeão do torneio para o River Plate.

### Retorno ao River Plate

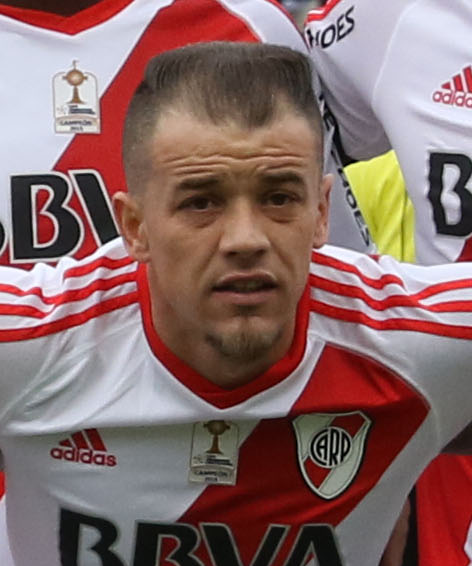
D'Alessandro no River Plate em 2016

Em 3 de fevereiro de 2016 foi emprestado para o River Plate. No clube onde foi formado, D'Alessandro conquistou a Recopa Sul-Americana e a Copa da Argentina de 2016. Atuou em 30 partidas na temporada pelo clube argentino, marcando 5 gols. Em seu último jogo pelo River Plate, em 15 de dezembro de 2016 contra o Rosario Central pela final da Copa da Argentina, D'Alessandro foi aplaudido pela torcida do River Plate, após ser substituído no segundo tempo.

### Retorno ao Internacional
Em 2017, após terminar seu empréstimo ao River Plate, D'Alessandro voltou para o Inter onde tem mais um ano de contrato. Em 18 de março de 2017, D'Alessandro completou 350 jogos pelo Internacional.
No período em que ficou emprestado ao River Plate, o Internacional sofreu a maior crise de sua história, sendo rebaixado para a Série B de 2017. D'Alessandro retornou ao clube em 2017, onde liderou o Inter na competição sendo o vice-líder em assistências do campeonato. Em 14 de novembro de 2017, a missão estava cumprida após um empate em 0–0 com o Oeste, que garantiu o retorno do Internacional ao Campeonato Brasileiro de 2018.
Em 15 de dezembro de 2017, renovou seu contrato com o Internacional até o fim de 2019.
Logo no começo da temporada de 2018, alcançou a incrível marca de 100 assistências com a camisa do Internacional. No Grenal 415, disputado pelo Gauchão, D'Ale marcou um dos gols da vitória por 2–0, o que fez o jogador se tornar o maior artilheiro em Grenais no século XXI, com um total de nove gols em clássicos. Foi também o 87° gol com a camisa do Inter, tornando-se o 15° maior artilheiro da história do clube gaúcho, superando Canhotinho.
Em 23 de novembro de 2020, D'Alessandro anunciou que seu contrato, expirante no dia 31 de dezembro do mesmo ano, não seria renovado. Assim, encerraria seu ciclo de 12 anos pelo Internacional ao final de 2020. Realizou sua última partida com a camisa colorada no dia 19 de dezembro, na vitória de 2–0 em cima do Palmeiras, num jogo marcado também pela homenagem que recebeu de ex-companheiros, dando adeus ao Internacional, sendo considerado um dos maiores ídolos do clube. D'Alessandro participou de boa parte da temporada do Internacional, que acabou sendo vice-campeão no Campeonato Brasileiro.

### Nacional, Inter e aposentadoria
Em 2021, D'Alessandro foi anunciado pelo Nacional do Uruguai, assinando um contrato de um ano. Pelo clube uruguaio, conquistou a Supercopa Uruguaia de 2021, seu vigésimo título na carreira. Em 2022, retornou ao Internacional com um contrato de quatro meses, válido até o fim de abril, tendo sua aposentadoria prevista no final do Campeonato Gaúcho.
Seu último jogo foi no dia 17 de abril de 2022, contra o Fortaleza pelo Campeonato Brasileiro no Estádio Beira-Rio, onde o Internacional acabou saindo vitorioso com o placar de 2–1. Tal partida ficou marcada, também, pelo último gol da carreira profissional do meio-campista. Nos minutos finais do primeiro tempo, D'Alessandro recebeu uma bola alta pela lateral ofensiva da grande área, dominou no peito, aplicou belo drible no defensor, adentrou a área e acertou um característico chute com a perna esquerda para igualar o placar em 1-1, já que o time adversário havia saído na frente do marcador.  Pelo Internacional, foram 529 jogos, 97 gols, 113 assistências e 12 títulos oficiais, sendo 53 gols anotados no Estádio Beira-Rio.

### Carreira Pós Aposentadoria
No dia 09/03/23 Cruzeiro Esporte Clube anuncia a chegada de D'alessandro como coordenador de futebol, em sua chegada o mesmo diz: "Encontro de multicampeões". O mesmo permaneceu no cargo atuando diretamente na parte de transição entre o Sub-20 e o profissional, também ajudando na gestão dos times até a data 05/12/23 aonde por motivos familiares pediu desligamento do cargo. 
Em 2024, o Sport Club Internacional no dia 21/08/24 anuncia mudanças no departamento de futebol, sendo uma delas o retorno do ídolo D'aelssandro desta vez com funções fora do gramado como Diretor Esportivo, ele retorna ao clube para contribuir com sua visão e liderança, irá atuar no dia a dia do Clube, tendo participação direta no auxílio para o desenvolvimento e conexão dos atletas, comissão técnica e direção, seu contrato é valido até o final do ano de 2024.

## Seleção Nacional
Pela Seleção Argentina Sub-20, D'Alessandro conquistou a Copa do Mundo FIFA Sub-20 de 2001, realizada na própria Argentina, como um dos destaques do elenco – embora inicialmente não estivesse nos planos de José Pekerman, conseguindo uma vaga em função da lesão de Livio Armando Prieto. Foi após esse título que o meia veio a começar a se firmar no time principal do River Plate.
O jogador estreou pela Seleção Argentina principal em 31 de janeiro de 2003, em vitória por 3–1 em amistoso em San Pedro Sula contra Honduras. O primeiro gol veio na quinta partida, em vitória por 3–2 sobre o Uruguai em clássico platino realizado em Florença, em 20 de agosto daquele ano. No mesmo ano, marcou uma segunda vez na vitória por 3–0 sobre a Bolívia, em Buenos Aires, em jogo válido pelas Eliminatórias da Copa do Mundo FIFA de 2006. Ao todo, foram nove jogos realizados em 2003, sem nenhuma derrota, ainda que sofresse uma expulsão já na terceira partida, em um amistoso com os Estados Unidos em Miami (vitória por 1–0).
Já como jogador do Wolfsburg, D'Alessandro continuou figura recorrente na seleção ao longo do ano de 2004. A primeira derrota veio naquele ano, já na 12ª aparição do meia, em amistoso contra a Colômbia perdido por 2–0 e no qual também foi expulso – curiosamente, esta partida foi em Miami, mesmo local da expulsão anterior. Convocado para a Copa América daquele ano, na decisão contra o Brasil, ele, juntamente com Carlos Tévez, ficou marcado por pisar na bola nos minutos finais, em lances interpretados pelos adversários como pura provocação, algo rechaçado pelo meia posteriormente: "Nãããão. O que eles iriam me dizer? Eu não teria o que explicar porque o que eu e Carlitos fazíamos era pisar na bola para que o tempo passasse, porque estávamos ganhando. Mas era só isso". O Brasil empatou e D'Alessandro foi um dos argentinos que desperdiçaram sua cobrança na subsequente decisão por pênaltis.
Semanas depois, ele esteve na inédita conquista do ouro olímpico no futebol nos Jogos de Atenas, ainda pela Seleção Sub-23. Destacou-se pela assistência a Kily González no gol mais bonito da goleada por 6–0 sobre a Sérvia e Montenegro. assim como pelo único gol da partida contra a Austrália, concluindo jogada ofensiva que ele mesmo havia iniciado. Além das partidas pelo time olímpico, fez dez pela seleção principal ao longo daquele ano, com um gol, seu último: foi em vitória por 6–1 sobre o Equador pela Copa América.
Já em 2005, D'Alessandro, iniciando aparente declínio técnico no futebol europeu, atuou apenas três vezes, entre junho e setembro, após ter sido utilizado pela última vez em outubro do ano anterior. A derrota de 1–0 para o Paraguai, em 3 de setembro, em confronto válido pelas eliminatórias, seria por cinco anos sua última partida pela Argentina. Pensado como uma alternativa a Pablo Aimar ou Juan Sebastián Verón na parceria com Juan Román Riquelme, terminou não convocado por José Pekerman à Copa do Mundo FIFA de 2006, também em função de espaço perdido para a revelação Lionel Messi. Seu bom semestre no San Lorenzo fez com que fosse convocado em agosto de 2008, quando o técnico era Alfio Basile, mas não entrou em campo. E não foi chamado nenhuma vez por Diego Maradona.
Após a conquista da Copa Libertadores da América de 2010, já após a Copa do Mundo daquele ano, D'Alessandro voltou a ser convocado para a Seleção Argentina pelo técnico Sergio Batista, para o amistoso contra a atual seleção campeã do mundo, a Espanha. Nesse jogo, disputado no dia 7 de setembro de 2010, no Estádio Monumental de Núñez, D'Alessandro entrou em campo aos 44 minutos do segundo tempo, no lugar de Messi. Apesar do pouco tempo, conseguiu armar a jogada do quarto gol da Argentina, marcado por Sergio Agüero, e que fechou o placar na goleada de 4–1 sobre a atual campeã mundial.
Na segunda convocação de Sergio Batista, para o amistoso contra o Japão, D'Alessandro também esteve presente. Após receber elogios do técnico durante os dias de preparação, o meia do Internacional atuou ao lado de Lionel Messi na armação de meio-campo da equipe. Mas o meia não teve boa atuação e foi criticado pela imprensa de seu país.
Com a confirmação de Sergio Batista como |técnico da Seleção Argentina, D'Alessandro foi novamente convocado para o amistoso do dia 17 de novembro de 2010, em Doha, no Catar, contra a Seleção Brasileira.
D'Ale, porém, não foi chamado após 2010. Especulava-se sua participação no Superclássico das Américas de 2011, por atuar no futebol brasileiro, uma vez que o troféu só permitia a convocação de quem atuasse na Argentina e no Brasil. Dois colegas de Internacional, Mario Bolatti e Pablo Guiñazú, foram chamados, mas uma lesão impediu que D'Alessandro retornasse à seleção. Tal regra se manteve para 2012, mas dessa vez a não convocação deveu-se a critérios apenas técnicos.

## Lance de Craque
Entre 2014 e 2019, D'Alessandro promoveu o jogo beneficente Lance de Craque no Estádio Beira-Rio no mês de dezembro. A arrecadação do jogo era destinada para auxiliar entidades assistenciais e crianças e adolescentes carentes. Na edição de 2016, parte da renda foi doada as famílias das vítimas do Voo LaMia 2933 da Chapecoense. O evento foi patrocinado pela Adidas e Companhia Zaffari, transmitido pela ESPN Brasil, e sempre contava com a presença de jogadores e personalidades famosas do futebol. A última edição do evento aconteceu em 2019, devido ao COVID-19.

## Estatísticas
Atualizadas até 17 de abril de 2022

### Clubes
| Equipe            | Temporada         | Campeonato nacional | Campeonato nacional | Copa nacional | Copa nacional | Competições continentais[a] | Competições continentais[a] | Outros torneios[b] | Outros torneios[b] | Total | Total |
| Equipe            | Temporada         | Jogos               | Gols                | Jogos         | Gols          | Jogos                       | Gols                        | Jogos              | Gols               | Jogos | Gols  |
| ----------------- | ----------------- | ------------------- | ------------------- | ------------- | ------------- | --------------------------- | --------------------------- | ------------------ | ------------------ | ----- | ----- |
| River Plate       | 1999–00           | 1                   | 0                   | –             | –             | –                           | –                           | –                  | –                  | 1     | 0     |
| River Plate       | 2000–01           | 4                   | 0                   | –             | –             | 3                           | 0                           | –                  | –                  | 7     | 0     |
| River Plate       | 2001–02           | 36                  | 9                   | –             | –             | 5                           | 0                           | –                  | –                  | 41    | 9     |
| River Plate       | 2002–03           | 29                  | 11                  | –             | –             | 11                          | 4                           | –                  | –                  | 40    | 15    |
| River Plate       | Total             | 70                  | 20                  | –             | –             | 19                          | 4                           | –                  | –                  | 89    | 24    |
| Wolfsburg         | 2003–04           | 29                  | 3                   | 1             | 1             | 4                           | 0                           | –                  | –                  | 34    | 4     |
| Wolfsburg         | 2004–05           | 19                  | 3                   | –             | –             | –                           | –                           | –                  | –                  | 19    | 3     |
| Wolfsburg         | 2005–06           | 13                  | 2                   | 2             | 0             | 3                           | 1                           | –                  | –                  | 18    | 3     |
| Wolfsburg         | Total             | 61                  | 8                   | 3             | 1             | 7                           | 1                           | –                  | –                  | 71    | 10    |
| Portsmouth        | 2005–06           | 13                  | 1                   | –             | –             | –                           | –                           | –                  | –                  | 13    | 1     |
| Portsmouth        | Total             | 13                  | 1                   | –             | –             | –                           | –                           | –                  | –                  | 13    | 1     |
| Zaragoza          | 2006–07           | 36                  | 2                   | 5             | 2             | –                           | –                           | –                  | –                  | 41    | 4     |
| Zaragoza          | 2007–08           | 14                  | 2                   | 3             | 0             | 2                           | 0                           | –                  | –                  | 19    | 2     |
| Zaragoza          | Total             | 50                  | 4                   | 8             | 2             | 2                           | 0                           | –                  | –                  | 60    | 6     |
| San Lorenzo       | 2007–08           | 15                  | 2                   | –             | –             | 9                           | 0                           | –                  | –                  | 24    | 2     |
| San Lorenzo       | Total             | 15                  | 2                   | –             | –             | 9                           | 0                           | –                  | –                  | 24    | 2     |
| Internacional     | 2008              | 11                  | 2                   | –             | –             | 7                           | 2                           | –                  | –                  | 18    | 4     |
| Internacional     | 2009              | 22                  | 6                   | 7             | 1             | 3                           | 0                           | 9                  | 4                  | 48    | 11    |
| Internacional     | 2010              | 20                  | 1                   | –             | –             | 13                          | 0                           | 11                 | 4                  | 44    | 5     |
| Internacional     | 2011              | 30                  | 9                   | –             | –             | 8                           | 1                           | 10                 | 5                  | 52    | 16    |
| Internacional     | 2012              | 21                  | 1                   | –             | –             | 5                           | 1                           | 7                  | 1                  | 33    | 3     |
| Internacional     | 2013              | 35                  | 11                  | 7             | 4             | –                           | –                           | 16                 | 5                  | 58    | 20    |
| Internacional     | 2014              | 33                  | 6                   | 3             | 0             | –                           | –                           | 10                 | 2                  | 47    | 11    |
| Internacional     | 2015              | 15                  | 0                   | 2             | 0             | 11                          | 4                           | 8                  | 1                  | 36    | 5     |
| Internacional     | 2016              | –                   | –                   | –             | –             | –                           | –                           | 4                  | 1                  | 4     | 1     |
| Internacional     | 2017              | 31                  | 5                   | 7             | 2             | –                           | –                           | 14                 | 1                  | 52    | 8     |
| Internacional     | 2018              | 24                  | 3                   | 6             | 2             | –                           | –                           | 7                  | 2                  | 37    | 7     |
| Internacional     | 2019              | 23                  | 1                   | 6             | 0             | 10                          | 0                           | 7                  | 0                  | 46    | 1     |
| Internacional     | 2020              | 20                  | 0                   | 4             | 0             | 9                           | 1                           | 7                  | 2                  | 40    | 3     |
| Internacional     | 2022              | 1                   | 1                   | 1             | 0             | 1                           | 0                           | 9                  | 1                  | 12    | 2     |
| Internacional     | Total             | 282                 | 47                  | 43            | 9             | 67                          | 9                           | 120                | 30                 | 529   | 97    |
| River Plate       | 2016              | 17                  | 2                   | 4             | 0             | 9                           | 3                           | –                  | –                  | 30    | 5     |
| River Plate       | Total             | 17                  | 2                   | 4             | 0             | 9                           | 3                           | –                  | –                  | 30    | 5     |
| Nacional          | 2021              | 24                  | 1                   | 1             | 0             | 5                           | 0                           | –                  | –                  | 30    | 1     |
| Nacional          | Total             | 24                  | 1                   | 1             | 0             | 5                           | 0                           | –                  | –                  | 30    | 1     |
| Total na carreira | Total na carreira | 527                 | 84                  | 59            | 12            | 118                         | 17                          | 120                | 30                 | 846   | 146   |

- a. ^ Jogos da Copa Libertadores, Recopa Sul-Americana, Liga Europa e Copa Sul-Americana
- b. ^ Jogos do Campeonato Gaúcho, Primeira Liga e Copa do Mundo de Clubes da FIFA

## Títulos
River Plate
- Campeonato Argentino: 1999–00, 2001–02 (Clausura) e 2002–03 (Clausura)
- Recopa Sul-Americana: 2016
- Copa da Argentina: 2015–16

Internacional
- Copa Sul-Americana: 2008
- Campeonato Gaúcho: 2009, 2011, 2012, 2013, 2014, 2015 e 2016
- Copa Suruga Bank: 2009
- Copa Libertadores da América: 2010
- Recopa Sul-Americana: 2011
- Recopa Gaúcha: 2016 e 2017

Nacional
- Supercopa Uruguaia: 2021

Seleção Argentina Sub-20
- Copa do Mundo da FIFA Sub-20: 2001

Seleção Argentina Sub-23
- Jogos Olímpicos: 2004

### Prêmios individuais
- Equipe Ideal da América: 2001, 2002, 2008 e 2010
- Bola de Prata da Copa do Mundo da FIFA Sub-20: 2001
- Seleção do Campeonato Gaúcho: 2009, 2013, 2014, 2015, 2017 e 2018
- Seleção da Copa Libertadores da América: 2010 e 2015
- Seleção do Troféu Armando Nogueira (Brasileirão): 2010[71]
- Bola de Bronze do Mundial de Clubes da FIFA: 2010
- Melhor Jogador da América (Rei da América): 2010[6]
- Troféu EFE Brasil (Melhor Estrangeiro): 2013[72]
- Melhor Jogador do Campeonato Gaúcho: 2013[73]
- Medalha do Mérito Farroupilha: 2022[74]